# Parezzago
Parezzago (in sloveno Parecag) è un insediamento (naselje) nella municipalità di Pirano nella regione statistica del Litorale-Carso in Slovenia, sul versante meridionale del colle Castelliere. Vi appartengono anche i villaggi di Cedola, Gozzano, Gorgo e Spilugola. Vi si trova la chiesa di Santa Croce. Gran parte delle Saline di Sicciole si trovano all'interno dell'insediamento. Confina con gli insediamenti di Sezza a nordovest, di Sicciole a sudovest e di Corte d'Isola a est.